# Когурьосько-танські війни
Когурьо-танські війни — серія військових конфліктів між ранньокорейською державою Когурьо з одного боку, та китайською імперією Тан у союзі з ранньокорейською державою Сілла — з іншого.

## Передумови
Після того, як китайська імперія Суй не змогла підкорити Когурьо, вона припинила своє існування в результаті повстання, а на її місці утворилась імперія Тан. Другий імператор династії Тан — Лі Шимінь — здійснив напад на Східно-тюркський каганат і до 630 року розбив його, після чого розпочав завоювання їхнього союзника — Когурьо. Формальним приводом став переворот, який здійснив міністр Йон Кесомун. Лі Шимінь здійснив вторгнення, формально маючи на меті відновлення влади законного васала Тан — когурьоського вана й покарання заколотника Кесомуна.

## Війна 645 року

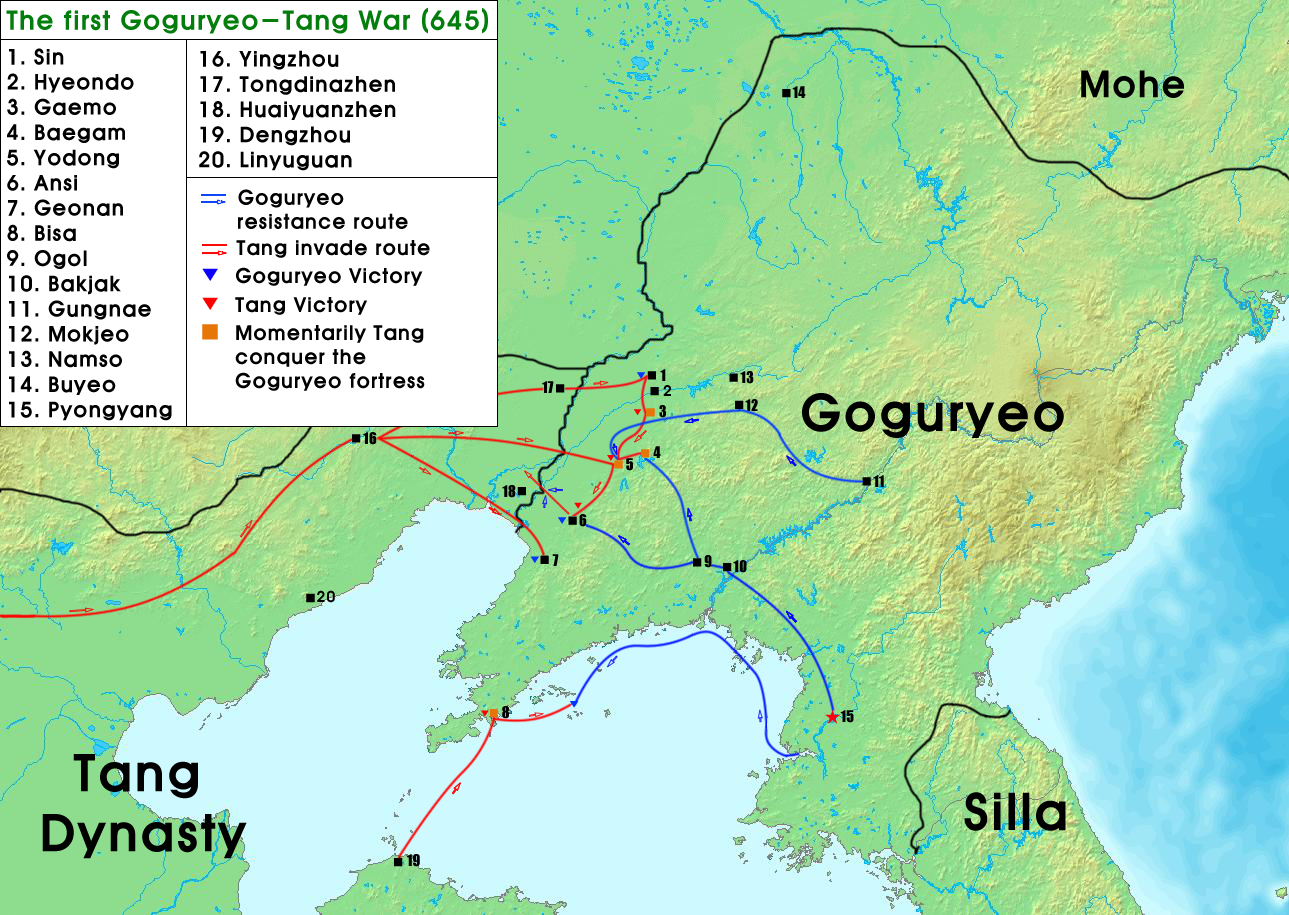
Перша Когурьо-танська війна

Після прийняття Лі Шимінем рішення про похід проти Когурьо, почалась доставка провіанту до прикордонних міст Інчжоу та до фортеці Гудаженьчен. Чжан Лян очолив польову армію, метою якої було взяття Пхеньяна. Його заступниками стали Чан Хе і Цзо Нань. Було віддано наказ зібрати 40 000 вояків і збудувати 500 суден для переправи через море. Лі Шицзі очолював армію, відряджену до Ляодуну, його помічником був Ван Даоцзун. Разом війська Тан (у тому числі загони тюрків і дінлінів) налічували близько 60 000 осіб. Імператор наказав додатково перегнати стада биків і баранів до кордону. Також було укладено союзи з татабами, киданями, Пекче та Сіллою.
План Лі Шиміня полягав у розгромі польової когурьоської армії та захопленні когурьоської лінії прикордонних укріплень, що відкривало б шлях на Пхеньян. Одночасно флот мав висадити десант на західному березі сучасної Західнокорейської затоки та, після взяття приморських фортець, об'єднатись із ляодунською армією для штурму Пхеньяна.
Навесні 645 року танська армія вийшла з Лояна. Імператор особисто брав участь у поході. Лі Шицзі з армією перетнув Ляохе, когурьосці приготувались до облоги, а імператор з авангардом почав просуватись на схід. Чжан Цзянь з авангардом з тюркських військ розбив когурьоську армію біля фортеці Конансон. У травні здалась фортеця Гаймучен, її захопили Лі Шицзі та Дао Цзун, було взято в полон 20 000 (за корейськими джерелами — 10 000) осіб і 100 000 мішків зерна. Фортецю перейменували на Гайчжоу. Чжан Лян з моря атакував фортецю Піса, втім вона мала вразливі місця тільки з західної сторони. Чен Мінчжень уночі підійшов до міста й офіцер Ван Даду заліз на стіну й відчинив браму. Під час штурму було вбито 8000 когурьосців. Лі Шицзі просунувся до фортеці Ляодун Йодон. Імператор наказав лаштувати мости і греблі через болота біля озера Ляо.
Під час свого походу китайці поховали рештки загиблих під час походу Суй.
З фортець Сенсон і Кукнесон на допомогу Ляодуну вийшли 40 000 вершників. Дао Цзун був готовий зустріти їх, маючи лише 4000 вершників. Піхота Чжан Цзуньї була розбита когурьосцями. Дао Цзун зібрав вояків, що тікали, здійнявся на пагорб і побачив, що корейці перегруповуються. Тоді він з кількома тисячами швидких вершників атакував їх і вбив 1000 осіб. Чжан Цзуньї він стратив і наколов його голову на спис через те, що той почав тікати. Імператор переніс свою ставку на гору Масусан і перш за все віддячив Дао Цзуна. Прибувши під стіни Ляодуна Лі Шимінь побачив, що виснажені вояки носять кошики з землею, щоб засипати рів. Тоді він сам зліз з коня та, навантаживши його кошиками, почав допомагати солдатам. Його прикладу наслідували всі вельможі. Штурм міста тривав удень і вночі впродовж 12 діб поспіль.
У фортеці розміщувався храм першого вана Чумона, там зберігались кольчуга (рідкісний тип обладунків для того регіону) і спис, що за легендою впали з неба за часів царства Янь. Коли натиск посилився, жителі міста знайшли гарну дівчину й одягнули її в ті обладунки та дали зброю. Це надихнуло захисників, оскільки вони думали, що то богиня-покровителька Когурьо. Шаман сказав: «Чумон радіє. Фортеця встоїть!» Лі Шицзі привіз катапульти, що стріляли на 300 кроків і почав обстрілювати місто. Когурьосці не знали, що протиставити штурмовій зброї. До вежі підвезли таран і розбили її. Імператор одягнув золотаві обладунки з Пекче (імовірно, були вкриті відомим золотим лаком), його оточення було одягнуто в чорні обладунки. Імператор зустрівся з Лі Шицзі. Імператор наказав вправному солдату вилізти на штурмову вежу й підпалити частину фортеці. В пожежі, що почалась, загинули 10 000 жителів міста. Втім захисники продовжували битись на стінах, прикриваючись великими щитами. Китайці вражали їх довгими списами. Зрештою місто було цілковито зруйновано, 10 000 вояків здались у полон, також було захоплено 40 000 місцевих жителів і 500 000 мішків зерна. Рештки фортеці було перейменовано на Ляочжоу.
Невдовзі танська армія з південного заходу здійснила напад на фортецю Пекам. Цібі Хелі вдарив по корейському війську в полі й зазнав поранення списом у поясницю, втім, незважаючи на це, повернувся в бій і розбив військо Когурьо. Комендант Сон Деим відрядив до імператора посланця, щоб домовитись про таємну здачу фортеці. Імператор передав танський прапор, який було вивішено на стіні. Захисники фортеці вирішили, що танці вже всередині, та склали зброю. Сон Деим, однак, почав вагатись, спротив продовжили й інші когурьосці. Лі Шицзі запропонував віддати місто на розграбування, втім імператор наказав прийняти капітуляцію, а солдатам заплатити з казни. У полон потрапили 2000 вояків і 10 000 цивільних родин. Імператор помилував усіх полонених і наказав роздати їм продовольство, тканину й інші припаси. Пекам став округом Яньчжоу, Сон Деим — губернатором. Лі Шицзі захопив 700 вояків, відряджених для підсилення Кемо, й вони висловили бажання битись за Тан. Імператор, однак, їм заборонив, сказавши, що тоді Кесомун знищить їхні родини. Їх відпустили додому.
Невдовзі Лі Шимінь підійшов до фортеці Ансі. З півночі підійшли армії Ко Йонсу та Ко Хеджіна, а також 150 000 мукрі. Імператор вважав, що краще розбити польову армію, не давши їй з'єднатись з гарнізоном. Ко Йонсу, незважаючи на поради перекрити підвіз продовольства китайцям, просунувся вперед на 40 лі від фортеці. Імператор відрядив 1000 тюрків на чолі з Ашина Шеером, щоб спровокувати когурьосців. Вони зіштовхнулись із відбірними мукрійськими вершниками й кинулись назад. Ко Йонсу підійшов на 8 лі до фортеці та встав на схилі гори. Пильність Ко Йонсу вдалось послабити повідомленням про мирні перемовини. Лі Шицзі з 15 000 вояків зайняв західний перевал, Чжансун Уцзі та Ню Цзіньда з 10 (чи 11) тисячами відбірної кінноти сховався у вузькій долині на півночі, імператор із 4000 кінноти й піхоти мав штурмувати гору. На світанку Ко Йонсу вирішив атакувати військо Лі Шицзі, імператор же наказав подати сигнал до загального наступу. Когурьосці почали перешиковуватись для його відбиття. Піші списоносці Шицзі пробились крізь ряди когурьосців, після чого почалась гроза, й корейці запанікували. Загинуло 20 (або 30) тисяч когурьосців. Однак Ко Йонсу перейшов до оборони на схилі гори. Імператор наказав зруйнувати мости й цілком оточити сили Ко Йонсу. Останній разом із Ко Хеджіном здались, в полон було взято 36800 вояків. 3500 офіцерів було відправлено до Китаю, 30 000 солдат відпустили по домівках, 3300 мукрі були страчені (за корейськими джерелами були поховані заживо за атаку на ставку імператора), також було захоплено 100 000 коней і биків і 10 000 нових комплектів лат і обладунків. Ко Йонсу і Ко Хеджін були помилувані й нагороджені. Жителі навколишніх селищ злякались і боялись розводити вогонь. Упійманих розвідників когурьосців кормили й давали одяг на зворотну дорогу. Імператор бажав, щоб Кесомун сам прибув до його ставки, вважаючи війну завершеною.
На військовій раді Шицзі наполіг на взятті північної фортеці Анси (чи Ансі), що вважалась неприступною. Штурм Ансі не приніс результатів. Йонсу й Хеджін порадили здійснити напад на фортецю Оголь, де був старий і немічний комендант, після чого можна було відкрити шлях на Пхеньян. Уцзі, втім, відрадив, підсумувавши, що залишати 100 000 корейців на півночі в тилу значить ризикувати імператором. Ансі взяли в облогу, використовуючи вежі зі сходу й каменомети з заходу. Імператор почув вереск свиней і крик курей у місті, він вирішив, що то готують їжу для вояків, що підуть у нічну вилазку. Й дійсно, вночі вдалось зловити кілька сотень когурьосців. Хоч машини для облоги китайців руйнували стіни й вежі, місто взяти не вдавалось, а корейці встигали змінювати солдат і офіцерів на стінах та ремонтувати проломи. З землі та стовбурів дерев китайці збудували пагорб біля південно-східної стіни, з якого можна було спостерігати за тим, що відбувається в фортеці. Пагорб був настільки великим, що когурьосці думали, що його могли звести не менше 500 000 осіб. Офіцер Фу Фуай із солдатами мав зайняти верхівку пагорба. Насип осів і, надавивши на стіну фортеці, обвалив її. З пролому вийшли когурьосці й захопили насип, вирили там окопи із заслонами з палаючого гілля та зайняли кругову оборону. Імператор стратив Фу Фуая й виставив його голову на списі. Впродовж наступних трьох днів китайці безнадійно штурмували фортецю.
Тим часом почалась осінь. Усвідомлюючи, що продовольства й фуражу може не вистачити, Ли Шимінь наказав розвернути війська та вирушити додому. Комендант фортеці вийшов на стіну й двічі вклонився імператору, той надав йому 100 кусків шовку та похвалили його відданість і стійкість. Разом з військами було наказано увести до Китаю населення округів Гайчжоу й Ляочжоу. Лі Шицзі та Дао-цзун з 40 000 вояків прикривали відступ. У Ляочжоу залишались ще 100 000 мішків зерна, які довелось кинути. Через Ляохе було неможливо переправитись через багно й розмиті береги. 10 000 осіб мали мостити дорогу й робити понтон з возів. Лі Шимінь особисто працював і возив фашини на своєму коні. В десятому місяці танські війська поспіхом перетнули річку Пальчха. Вночі почалась снігова буря, багато хто замерз на смерть, імператор наказав запалити вогнища вздовж доріг для обігріву.
Кампанія 645 року завершилась. Відповідно до китайських записів у похід вирушили 100 000 вояків і 10 000 коней, на морі діяв флот із 70 тисячами солдат і матросів. Втрати пішої армії склали 1-2 тисячі вояків, на флоті — кілька сотень, і 8 000 коней. Когурьосці втратили 40 000 вояків. Корейські дані визначають втрати Тан, як «величезні». Ймовірно, в китайських літописах дані про втрати було свідомо зменшено. Танці захопили 10 фортець: Хьонтхо, Хвенсан, Кемо, Мамі, Йодон (Ляодун), Пекам, Піса, Хьопкок, Инсан, Хухван. 70 000 вояків були переселені в Тан. 14 000 полонених когурьосців були викуплені імператором за шовк і тканину, вони перетворились на китайських підданих. Ко Йонсу помер від «злоби й туги». Ко Хеджін переселився в Чанань.
646 року танським військам довелось брати участь у війні проти сюєяньто, й вони не змогли піти в новий похід на Когурьо. В 647—648 роках танці перейшли до стратегії поступового виснаження сил Когурьо. Після кількох поразок когурьосці виявились нездатними захищати свої прикордонні землі, що систематично розграбовувались і спустошувались. На 649 рік було намічено похід 300-тисячної армії, що не відбувся через смерть Лі Шиміня.

## Вторгнення Лі Чжи
Після смерті Лі Шиміня трон успадкував його син Лі Чжи. 654 року когурьоський генерал Анго разом з мукрі здійснив напад на союзних Тан киданів і місто Сінчен. Буря, нестача стріл і пали, які пустили кидані, змусили його відступити. Навесні-влітку 655 року когурьосці забрали у Сілли 33 фортеці. Остання звернулась по допомогу до Лі Чжі. Генерал Чен Мінчжень перетнув річку Квідан і розбив військо Когурьо, що мало перевагу. Дії танців 658 року не мали значних успіхів. 659 року був розбитий корейський генерал Он Самун.
Лі Чжи був у дружніх стосунках із Муйолем із Сілли, тож зрештою, коли останній 654 року зайняв престол, між Тан і Сіллою було утворено альянс. Танські підкріплення дозволили Сіллі встояти проти союзу Когурьо й Пекче, 660 року Сілла завоювала останню, після чого союзники змогли зосередитись на боротьбі з Когурьо.
660 року танську армію очолили Кібі Хейлі, Су Дінфан, Лю Байїн і Чен Мінчжень. 661 року було зібрано 44 000 вояків з північно-східних областей. Імператор відмовився від особистої участі в поході. Влітку танська армія за участі союзних військ, перетнула кордон Когурьо 35 колонами. В той час частина когурьоських військ безуспішно тримала в облозі сіллаську фортецю Пукхансан. Восени Су Дінфан розбив корейську армію на річці Пхеган, закріпився на горі Маипсан і розпочав облогу Пхеньяна. Син Кесомуна Намсен з кількома десятками тисяч відбірних військ перекрив переправи на річці Амнок. Цібі Хелі вдалось форсувати річку по свіжій кризі й раптовою атакою знищити 30 000 когурьосців. Він не зміг, однак, продовжити наступ, оскільки отримав наказ повернутись.
Навесні 662 року Пан Сяотай зазнав нищівної поразки від Кесомуна у верхів'ях річки Сасу. Загинуло військо, Сяотай і 13 його синів. Узимку почались сильні холоди, сілласці намагались допомагати продовольством, однак зрештою Су Дінфан зняв облогу з Пхеньяна. Війна припинилась.
Ймовірно, у відносинах з Тан було досягнуто певного компромісу, оскільки принц Покнам (чи Намбок) був відряджений до імператора для церемоній на горі Тайшань.

## Розгром Когурьо
666 року помер Йон Кесомун. Пост макніджі отримав старший син Намсен. Невдовзі у нього спалахнула ворожнеча з молодшими братами Намгоном і Намсаном. Програвши бій, Намсен закріпився у фортеці Куннесон і звернувся до Тан з проханням про допомогу. Імператор відрядив армію на чолі з Цібі Хелі. Восени Пан Туншань розбив когурьоське військо, що дозволило Намсену втекти до Тан. Намгон проголосив себе макніджі, а його дядько Йон Джонтхо розпочав таємні перемовини з Тан про здачу. Взимку імператор покликав Лі Шицзі очолити війська в Ляодуні, Пан Туншань і Цібі Хелі були підпорядковані йому, для постачання армії він безпосередньо міг розпоряджатись усіма податками Хебею.
Восени 667 року Лі Шицзі взяв в облогу Сінсон, вважаючи його ключем до країни. Місцеві жителі на чолі з Сабугу зв'язали коменданта та здали його танцям. Фортецю зайняв Кібі Хелі. Лі Шицзі захопив 16 міст. Сюе Женьгуй попередив контратаку когурьосців під Сінсоном. Гао Кань висунувся вперед і зазнав нищівної поразки. Корейці почали переслідувати його й були розбиті фланговою атакою Сюе Женьгуя. Загинули 50 000 осіб, здались фортеці Намсо, Мокчо, Чханам. Китайці з'єднались із військами Намсена. Го Дайфен із флотом підійшов з моря до Пхеньяна, однак невдовзі в його командах спалахнув голод через неможливість постачання продовольства. Когурьосцям удалось перевести 30 000 вояків на річку Амнок. Під стінами Ансі когурьосці зустріли Хао Чуцзюня й атакували його армію. Незважаючи на паніку, Чуцзюнь не перервав свій обід, а, закінчивши, зібрав відбірні сили й розбив когурьосців.
Навесні 668 року Шицзі взяв фортецю Пуйо. Невдовзі здались 30 чи 40 навколишніх містечок. Намгон відрядив 50-тисячне військо, щоб повернути Пуйо. На річці Сольха вони зустрілись із Шицзі й були розбиті, загинули 5 000 та взято в полон 30 000 осіб, окрім того в якості трофеїв було захоплено зброю, биків і коней. Шицзі взяв фортецю Техен. Восени Шицзі з'єднався з Цібі Хелі й форсував Амнок, вибивши когурьоські загони. Невдовзі здалась фортеця Йогі. Цібі Хелі першим прибув під стіни Пхеньяна, а невдовзі до нього приєднався Шицзі. Корейські війська почли здаватись і тікати. Розпочалась облога Пхеньяна, до якої приєднались і сіллаські війська. Ван Поджан відрядив делегацію на чолі з Намсаном для обговорення умов здачі. Втім Намгон вирішив битись. Він призначив командувачем буддійського монаха Сінсона, який разом з іншими офіцерами погодився відкрити браму за 5 днів.
Після цього танська армія почала розграбування Пхеньяна. Намгон спробував заколоти себе, але вижив і був схоплений. Також танці захопили вана й інших вельмож. Узимку почались приготування до параду. На початку весни до Чанані прибули перші полонені. Були помилувані й нагороджені ван Поджан (оскільки не мав влади), Намсан і Сінсон. Намгон був засланий до Цяньчжоу (Гуйчжоу). До імперії Тан було приєднано п'ять областей, 176 міст, 667 000 (Самгук Сагі: 990 000) дворів, перетворених на 9 дудудфу (намісництво), 42 області, 100 повітів. Знатні корейці залучались до управління нарівні з китайцями. Пхеньян став столицею Аньдунського духуфу (військове намісництво), Сюе Женьгуй став першим духу, йому було додано 20 000 військ для умиротворення області. Невдовзі він переніс ставку до Сінсона та розпочав придушення повстання Ком Моджама в районі Пхеньяна. Кордон було встановлено по річці Тедонган, південь зайняли сілласці.

## Наслідки
Після падіння Когурьо його південні території відійшли до Об'єднаної Сілла, а на північних територіях мукрі, Да Цзожун (Теджойон), заснував нову державу — Пархе. Імперія Тан після розгрому Когурьо вирішила поширити свою владу на весь Корейський півострів, що призвело до воєн між Сіллою й Тан.